# Wereldkampioenschappen zwemsporten 2019
De Wereldkampioenschappen zwemsporten 2019 werden van 12 tot en met 28 juli georganiseerd in Gwangju, Zuid-Korea. Op het programma stonden wederom de zes disciplines binnen de zwemsporten: klifduiken, openwaterzwemmen, schoonspringen, synchroonzwemmen, waterpolo en zwemmen.

## Wedstrijdkalender
|  | Voorronde | ● | Finales |

| Juli             | 12 Vri | 13 Zat | 14 Zon | 15 Maa | 16 Din | 17 Woe | 18 Don | 19 Vrij | 20 Zat | 21 Zon | 22 Maa | 23 Din | 24 Woe | 25 Don | 26 Vrij | 27 Zat | 28 Zon | T  |
| ---------------- | ------ | ------ | ------ | ------ | ------ | ------ | ------ | ------- | ------ | ------ | ------ | ------ | ------ | ------ | ------- | ------ | ------ | -- |
| Klifduiken       |        |        |        |        |        |        |        |         |        |        |        | 1      | 1      |        |         |        |        | 2  |
| Openwaterzwemmen |        | 1      | 1      |        | 1      | 1      | 1      | 2       |        |        |        |        |        |        |         |        |        | 7  |
| Schoonspringen   |        | 3      | 2      | 2      | 1      | 1      | 1      | 1       | 2      |        |        |        |        |        |         |        |        | 13 |
| Synchroonzwemmen |        | 1      | 1      | 2      | 1      | 1      | 1      | 1       | 2      |        |        |        |        |        |         |        |        | 10 |
| Waterpolo        |        |        |        |        |        |        |        |         |        |        |        |        |        |        | 1       | 1      |        | 2  |
| Zwemmen          |        |        |        |        |        |        |        |         |        | 4      | 4      | 5      | 5      | 5      | 5       | 6      | 8      | 42 |
| Totaal           |        | 5      | 4      | 4      | 3      | 3      | 3      | 4       | 4      | 4      | 4      | 6      | 6      | 5      | 6       | 7      | 8      | 76 |